# Judith Jamison

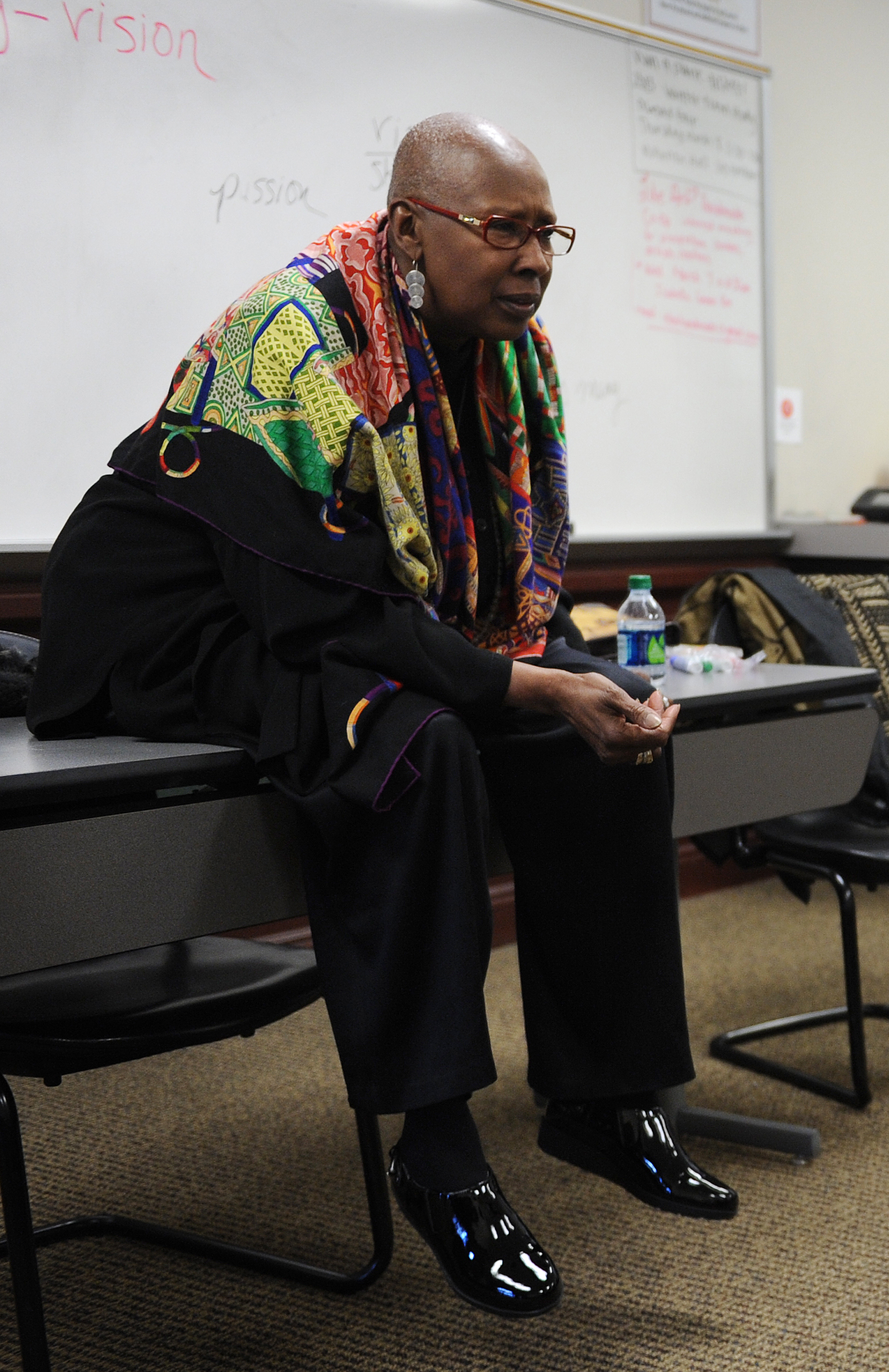
Judith Jamison, 2012

Judith Ann Jamison (* 10. Mai 1943 in Philadelphia, Pennsylvania; † 9. November 2024 in New York City, New York) war eine US-amerikanische Tänzerin und Choreografin.
Judith Jamison kam als Tochter eines Blechschlossers und einer Lehrerin zur Welt. Sie studierte in jungen Jahren bei Antony Tudor in einer Erwachsenenklasse. Nach drei Semestern Psychologiestudium entschied sie sich für eine Profikarriere.
Jamison wurde 1965 Ballettsolistin am Alvin Ailey American Dance Theatre. 1971 machte sie ein einziges Solo in Cry zum Weltstar. 1980 stieg sie als Tänzerin beim Alvin Ailey American Dance Theatre aus. Nach dem Tod des Gründers Alvin Ailey übernahm sie 1989 die künstlerische Leitung des Tanztheaters. 2005 wurde sie in die American Academy of Arts and Sciences gewählt.
Jamison starb im Weill Cornell Medical Center in New York am 9. November 2024 nach einer kurzen und schweren Erkrankung.

## Choreographien
- Divining (1984)
- Forgotten Time (1989)
- Rift (1991)
- Hymn (a tribute to Alvin Ailey) (1993)
- Riverside (1995)
- Sweet Release (1996)
- Echo: Far From Home (1998)
- Double Exposure (2000)
- Here...Now (2001)
- Love Stories (in Zusammenarbeit mit Robert Battle und Rennie Harris) (2004)
- Reminiscin (2005)
- Among Us (Private Spaces: Public Places) (2009)

## Weblink
- Alvin Ailey American Dance Theater biography